# ベルジャヤ・コーポレーション
ベルジャヤ・コーポレーション（英: Berjaya Corporation）は1984年にマレーシアで創業されたコングロマリットの1つである。グループは主に不動産投資開発、宝くじ、金融（損害保険）、飲食業、旅行産業、ホテルやリゾートの開発運営を行っている。創業者はヴィンセント・タンで、従業員17,000人以上を擁している。マレーシアのセブンイレブン、ウェンディーズハンバーガー、スターバックスコーヒーなども、ベルジャヤグループがマレーシア国内でのフランチャイズ権利を持っている。

## 所有物件
- ベルジャヤ・タイムズ・スクウェア
- ベルジャヤ航空
- ベルジャヤ・ホテルズ＆リゾーツ
- ベルジャヤ・ヒル・リゾート
- イノコム
- クアンタン市内のベルジャヤ・メガモール

## 日本国内における開発
当社グループ企業による開発も含む。
- フォーシーズンズホテル&ホテルレジデンス京都（2016年10月15日開業、ホテル部分を2020年に売却[1][2]）
- アンサ沖縄リゾート（2019年12月6日開業）[3]
- フォーシーズンズリゾート&プライベートレジデンス沖縄〈仮称〉（2024年3月着工、2027年夏頃開業予定/沖縄県恩納村の恩納通信所跡地に開発）[4][5]
- フォーシーズンズ横浜ハーバーエッジ〈仮称〉（2025年7月以降着工予定[注 1]、2028年9月完成予定/横浜みなとみらい62街区に開発予定）[6][7]